# Большой Ашламаш
Большой Ашламаш (мар. Кугу Ашламаш) — деревня в Советском районе Республики Марий Эл. Входит в состав Ронгинского сельского поселения.

## География
Находится в центральной части республики Марий Эл на расстоянии приблизительно 8 км по прямой на юго-восток от районного центра посёлка Советский.

## История
Известна с 1865 году, когда здесь было учтено 28 дворов и 142 жителя. В 1924 году здесь насчитывалось 39 дворов с населением 201 человек, по национальности мари. В советское время работали промартель «Пунчер», колхозы «Марий кертше» и «Коммунизм верч» (позже СПК «Мир»).

## Население
Население составляло 95 человек (русские 99 %) в 2002 году, 82 в 2010.